# Max Oppel
Max Oppel (* 15. Februar 1933 in Bamberg) ist ein deutscher Jurist und Historiker.

## Werdegang
Max Oppel studierte an der Universität München Rechtswissenschaften mit dem Nebenfach Bayerische Geschichte. Im Anschluss war er 13 Jahre in der Revisionsabteilung des Rechtsschutzversicherers D.A.S. tätig. Danach wechselte er zum Wittelsbacher Ausgleichsfonds (WAF), für den er die Inventarabteilung gründete und diese bis 1. März 2000 leitete. Darüber hinaus war er für das Haus Wittelsbach tätig.
Er ist Herausgeber und Verfasser zahlreicher Werke zur Kunstgeschichte Bayerns. Ehrenamtlich war er als erster Vorsitzender des Vorstandes der Freunde der Kirchenmusik in St. Michael und als zweiter stellvertretender Vorsitzender des Freundeskreises des Institutes für Kunstgeschichte der Universität München tätig. Zudem war er Mitglied des Vorstandes der Stiftung Augenklinik Herzog Carl Theodor München.

## Ehrungen
- 2011: Verdienstkreuz 1. Klasse der Bundesrepublik Deutschland
für seine beispielgebende ehrenamtliche Tätigkeit als künstlerischer Nachlassbewahrer und seine mäzenatischen Leistungen

## Publikation
- mit Horst H. Stierhof und Gerhard Nebinger: 475 Jahre Fürstentum Pfalz-Neuburg, Katalog zur Ausstellung im Jagdschloss Grünau bei Neuburg an der Donau, München: Wittelsbacher Ausgleichsfonds 1980.
- Die Fürstprobstei und das Schloß Berchtesgaden. In: Friedrich Fahr, Hans Ramisch und Peter B. Steiner (Hrsg.), Kunst und Kultur der Fürstprobstei Berchtesgaden, Diözesanmuseum für christliche Kunst des Erzbistums München Freising, Kataloge und Schriften Band 8, Berchtesgaden 1988, S. 18–22.
- mit Hubert Glaser: Ludwig III. König von Bayern. Skizzen aus seiner Lebensgeschichte, Katalog zur Ausstellung in Wildenwart, Prien am Chiemsee 1995.
- Herzog Carl Theodor in Bayern. In: Festschrift zum 100-jährigen Bestehen der Augenklinik Herzog Carl Theodor in München, Redaktion: Max Oppel, München: Augenklinik Herzog Carl Theodor, 1995, S. 15–60.
- als Hrsg.: Giesela Haasen: Schloß Hohenschwangau. München: Hirmer Verlag, 1999. ISBN 3-7774-8270-6.
- Schloß Berchtesgaden. Hrsg. vom Wittelsbacher Ausgleichsfonds, München: Hirmer Verlag, 2001.
- Wagners Welten. Ausstellungskatalog des Münchner Stadtmuseums, Katalogbearbeitung und Kuratoren Norbert Götz, Gunther Joppig und Max Oppel. Edition Minerva, Wolfratshausen 2003, ISBN 3-932353-81-1.
- Ludwig II. und Richard Wagner, König und Dichterkomponist. Selbstverlag, München 2013.
- mit Andreas Strobl: Franz von Pocci – Phantasie und Spott. Deutscher Kunstverlag, Berlin / München 2019, ISBN 978-3-422-92200-6.

| Personendaten    | Personendaten             |
| ---------------- | ------------------------- |
| NAME             | Oppel, Max                |
| KURZBESCHREIBUNG | deutscher Kunsthistoriker |
| GEBURTSDATUM     | 15. Februar 1933          |
| GEBURTSORT       | Bamberg                   |